# KAORI (ポールダンサー)
KAORI（カオリ、1976年11月6日 - ）は、日本のポールダンサー。本名は小沢かおり。日本ポールダンス協会 (JPDA) 理事。ポールダンススタジオTRANSFORM（トランスフォーム）代表。

## 来歴
幼少より日本舞踊を学び、ダンスの造詣を培う。看護師として働きながらモデルとしても活動していた中、バーレスクをコンセプトにしたファッションショーで、見様見真似のポールダンスを披露したことがきっかけとなり、2003年ごろからポールダンサーとして活動。2012年、渋谷・松濤にポールダンススタジオTRANSFORMを設立、男女入賞者を輩出している。
芸術としてのポールダンスの魅力を発信する活動もしている。2022年より公開のアニメ『ポールプリンセス!!』にポールダンス監修および振付・モーションキャプチャーダンサーとして参加。メディア出演に『嵐にしやがれ』『人生が変わる1分間の深イイ話』など。
ポールダンス以外にも、アパレルブランドのモデルおよびプロデューサー、ダンスボーカルユニット「BLUE MOON BOO」（元dosメンバーAsami率いるユニット）のメンバーとしても活動。筋肉美を競うコンテスト「サマースタイルアワード ドリーム 2017」VICTORIA部門優勝、スポーツモデル部門3位。